# Uttarkashi
Uttarkashi là một thị xã của quận Uttarkashi thuộc bang Uttaranchal, Ấn Độ.

## Nhân khẩu
Theo điều tra dân số năm 2001 của Ấn Độ, Uttarkashi có dân số 16.220 người. Phái nam chiếm 57% tổng số dân và phái nữ chiếm 43%. Uttarkashi có tỷ lệ 78% biết đọc biết viết, cao hơn tỷ lệ trung bình toàn quốc là 59,5%: tỷ lệ cho phái nam là 83%, và tỷ lệ cho phái nữ là 71%. Tại Uttarkashi, 11% dân số nhỏ hơn 6 tuổi.